# Carlos Carús
Carlos Carús (* 10. Juli 1930 in Veracruz, Veracruz; † 1997), auch bekannt unter dem Spitznamen El Monito, war ein mexikanischer Fußballspieler auf der Position des Stürmers. 

## Leben
„El Monito“ Carús begann seine aktive Laufbahn in der Saison 1952/53 bei seinem in der zweiten Liga spielenden Heimatverein Atlético de Veracruz. In jener Saison wurde Carús Torschützenkönig der Segunda División und während der Sommerpause vom Aufsteiger Toluca verpflichtet. Im Auftaktspiel der Saison 1953/54 am 9. August 1953 gegen Atlante (2:1) schoss er das erste Tor der Diablos Rojos in der mexikanischen Primera División.
Ein knappes Jahr später gehörte Carús zum WM-Aufgebot der Mexikaner, kam aber weder bei der WM selbst noch in irgendeinem anderen Spiel der mexikanischen Nationalmannschaft zum Einsatz.
Sein „Meisterstück“ gelang ihm in einem Erstligaspiel der späten 1950er Jahre gegen den Club León, bei dem Nationaltorwart Carbajal das Tor hütete. Nachdem die Esmeraldas bereits mit 2:0 in Führung gelegen hatten, gelangen Carús innerhalb von wenigen Minuten drei Tore zum 3:2-Sieg seiner Mannschaft.
Nach jahrelanger Abstinenz vom Profifußball war der CD Tiburones Rojos Veracruz (nicht zu verwechseln mit seinem Exverein Atlético) ab der Saison 1961/62 wieder in der zweiten Liga vertreten und Carús zog es in die Stadt seiner Geburt zurück, um seinen Heimatverein in den Spielzeiten 1962/63 und 1963/64 in der zweiten Liga aktiv zu unterstützen. Bei einem dieser Spiele verstarb sein auf der Tribüne sitzender Vater infolge eines Herzinfarktes. Carlos Carús selbst verstarb 1997.

## Erfolge
- Torschützenkönig der Segunda División: 1952/53